# Sanzang

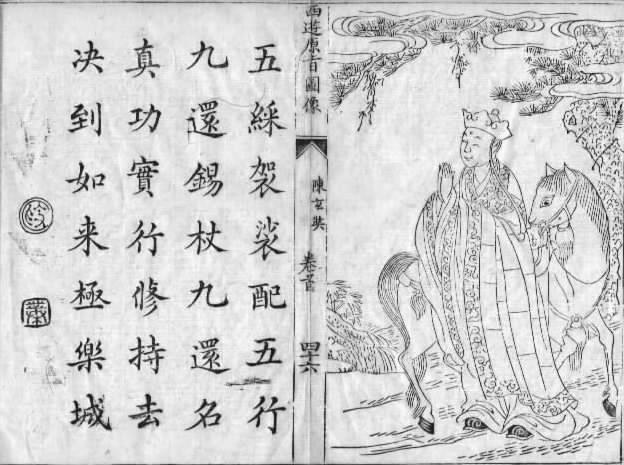
Illustrazione tratta da un'edizione cinese di Viaggio in Occidente, ritraente Sanzang accanto al suo destriero divino

Sanzang (三藏S, SānzàngP), coreano: 삼장?, SamjangLR, giapponese Sanzō (三藏?), è un personaggio letterario protagonista di Viaggio in Occidente, ispirato al monaco buddhista cinese Xuánzàng (玄奘), di cui era in origine un appellativo.

## Infanzia

### Chen Gangrui
Il romanzo racconta di come Chen Gangrui, filosofo e letterato confuciano, vinca il concorso organizzato dall'imperatore Tang Taizong per selezionare nuovi abili funzionari statali. Grazie a questa vittoria gli viene assegnata la prefettura di Jiangzhou, e mentre viene portato in trionfo nella capitale sulla sua testa cade un velo, e il suo sguardo si incontra con quello della proprietaria, affacciata a un balcone: è Wenqiao, figlia del ministro Yin Kaishan, e i due, innamorati a prima vista, si sposano.
Gangrui così si avvia a prendere il suo posto in Jiangzhou, e porta con sé la madre, che lungo il viaggio si ammala, così si fermano in un albergo lungo la strada. Qui Gangrui avvicina un pescatore per donare alla madre un pesce fresco, ma vedendo in questo uno strano bagliore ha un presagio e dà del denaro al pescatore affinché rimetta in libertà il pesce. La madre però non migliora, così i due sposi le lasciano una forte somma di denaro e si avviano promettendole di tornare in autunno; lungo il viaggio chiedono un passaggio a due barcaioli, ma uno di loro, Liu Hong, colpito dalla bellezza di Wenqiao, si accorda con l'altro per uccidere il funzionario, e gettarne il corpo nel fiume. Così Hong si spaccia per Gangrui, di cui nessuno tranne la moglie conosce il vero volto.
Quando il corpo di Gangrui raggiunge il mare, però, viene ripescato dal Re Drago, che gli rivela di essere la carpa che lui aveva liberato, e per compensarlo della sua bontà fa conservare il suo corpo e gli promette di restituire la sua anima ad esso quando sarà possibile farlo tornare in vita, e nel frattempo lo prende al suo servizio nella corte dei demoni.

### Xuanzang, monaco dalla nascita
Intanto scopriamo che Wenqiao non ha rinnegato Hong, perché è incinta e vuole proteggere il suo bambino: quando questo nasce, per nasconderlo al bandito, scrive una lettera in cui racconta la sua storia, morde un ditino in modo da lasciarci una cicatrice duratura, e lo affida alla corrente. La piccola zattera viene ripescata dal capo del monastero buddhista di Jinshan, che lo alleva nella vita monastica col nome Xuanzang.
A 17 anni, il giovane monaco chiede e ottiene di conoscere il suo passato, e va a trovare sua madre, che dopo aver visto la lettera e la cicatrice gli racconta tutto e gli consegna una lettera per il nonno. Lungo la strada il ragazzo si ferma a chiedere notizie della nonna, e quando scopre che è diventata cieca, ed esaurito il suo credito è stata cacciata dall'albergo e vive di elemosina, poggiando le mani sui suoi occhi riesce a guarirla, poi le paga la retta arretrata e quella di un altro anno, quindi procede per la capitale.
Quando il ministro Yin scopre la terribile sorte toccata a sua figlia e suo genero, accetta Xuanzang nella famiglia e parte per Jiangzhou alla testa dell'esercito imperiale: qui senza troppe difficoltà ha la meglio sul brigante, e per un soffio riesce a fermare Wenqiao dal togliersi la vita per rimediare all'onore perduto. I tre allora offrono delle libagioni al defunto Chen Gangrui, ma con loro somma sorpresa il suo corpo riemerge dal fiume e il funzionario torna in vita, e racconta loro la storia del favore ricevuto dal Re Drago del Mare.

## Maturità

### La morte del drago
Accade che un pescatore racconti a un amico dell'esistenza di un veggente che gli predice dove e quando può trovare del buon pesce; i demoni del mare riferiscono al Re Drago Lung Wang, che infuriato va a trovare il veggente, Yuan Shoucheng, zio dell'astrologo imperiale Yuan Tiangang, e lo sfida a predire l'ora della pioggia del giorno successivo. Essendo il dio della pioggia, è sicuro di non poter perdere la sfida, ma proprio allora riceve l'ordine dell'Imperatore di Giada di far piovere esattamente all'ora indicata dal veggente: non amando perdere, ritarda di poco l'inizio e la fine della pioggia, e poi va dal veggente pretendendo che smetta di vendere consulenze e ammetta la sconfitta. Pacato, il veggente gli spiega che anche se lui ha perso, il Re Drago ha commesso un reato per cui pagherà con la testa.
Terrorizzato, Lung Wang va a supplicare l'imperatore terreno, Tang Taizong, di fermare il ministro Wei Zheng, esecutore del Cielo, ed evitare che gli tagli la testa; Taizong acconsente, e trattiene il ministro a palazzo tutto il giorno per impedire che esegua la volontà del Cielo: ma durante il sonno l'anima del ministro si separa dal corpo e compie il suo dovere, infrangendo la promessa dell'imperatore.

### La non-morte dell'imperatore
Dalla sua morte lo spettro del drago bussa più volte alle porte dell'imperatore, e questi, ormai incapace di dormire, si ammala gravemente: poco prima di trapassare, il fedele Wei Zheng gli porge una lettera per un suo amico deceduto che nell'aldilà si è distinto come funzionario, ed è diventato il Giudice Cui.
Nell'aldilà l'imperatore è ospite dei Re dell'Inferno che lo interrogano sulla sua promessa infranta: quando è chiara la sua innocenza, mandano il giudice Cui a prendere il libro dei morti, ma questi prima di portarglielo fa una modifica su di esso e regala 20 anni di vita a Taizong per compiacere il suo amico. I Re allora rimandano l'imperatore sulla Terra, ma per tornare questi deve affrontare un viaggio dantesco e visitare tutti gli inferni fino all'Inferno degli Uccisi Ingiustamente, dove per proseguire deve promettere di organizzare una cerimonia per abbreviare la loro attesa prima di affrontare la successiva rinascita.

### La cerimonia
Tornato fra i mortali, l'imperatore mantiene tutte le sue promesse, e manda a chiamare i migliori monaci da tutto l'impero per tenere la più maestosa celebrazione che si sia mai vista: tra questi viene selezionato il più puro e santo affinché sia il maestro di cerimonie, ed il prescelto è Xuanzang, che ha già fama di santità. La cerimonia durerà sette settimane, e ad esse parteciperà anche la famiglia reale.

## Il viaggio
La Bodhisattva Guanyin, inviata dal Buddha a cercare un uomo santo capace di portare i sacri sutra del Tripitaka in Cina, ascolta le voci sulla santità di Xuanzang, e decide che sia lui il prescelto, perciò interrompe la meditazione dei monaci dichiarando che con i sutra che i monaci stanno recitando non sarebbero realmente capaci di dare riposo a così tante anime; l'imperatore, preoccupato di mantenere la sua promessa, chiede chi sia disposto a compiere il pericoloso pellegrinaggio a Occidente per visitare il Buddha e chiedergli le Scritture, e Xuanzang si fa avanti. Taizong allora lo adotta come suo fratello, Tang Sanzan o Tangseng, e gli consegna un lasciapassare che lo autorizza a lasciare il Paese (curioso che il personaggio storico Xuánzàng tale lasciapassare non lo ottenne e espatriò illegalmente).
Durante il cammino il monaco rischierà più volte la vita, soprattutto a causa dei demoni, che mangiando la sua carne santa auspicano di ottenere l'immortalità, ed è spesso salvato dall'intervento di Guanyin o dei discepoli che acquisisce strada facendo, in particolare Sun Wukong (in giapponese Son Goku). Il viaggio è in effetti un'allegoria del viaggio interiore verso la salvezza e l'illuminazione, e la crescita dei personaggi riflette questo cambiamento (laddove probabilmente l'intervento dei demoni simboleggia le tentazioni che ostacolano il cammino); quello che cresce meno durante la storia è proprio il povero Sanzang, che anzi cede spesso a comportamenti poco santi: mente, tortura i suoi discepoli, in generale fa poco altro che farsi servire e riverire, e occasionalmente trema terrorizzato.